# Zinkenit
Zinkenit, auch Zinckenit geschrieben und unter der bergmännischen Bezeichnung Bleiantimonglanz oder synonym als Keeleyit bekannt, ist ein Mineral aus der Mineralklasse der „Sulfide und Sulfosalze“ mit der chemischen Zusammensetzung Pb9Sb22S42, besteht also aus Blei, Antimon und Schwefel im Verhältnis von 9 : 22 : 42.
Zinkenit kristallisiert im hexagonalen Kristallsystem und entwickelt vorwiegend dünne, prismatische und entlang der Z-Achse gestreifte, undurchsichtige Kristalle bis etwa 5 cm Länge, aber auch radialstrahlige bis verfilzte oder massige Aggregate von weiß- bis stahlgrauer Farbe und metallischem Glanz. Der Strich ist weist normalerweise eine stahlgraue bis schwarze Farbe auf, die sich allerdings in eine rotbraune Farbe ändert, wenn die Strichprobe fein ausgerieben wird. An der Luft kann Zinkenit nach einiger Zeit buntfarbig anlaufen.

## Etymologie und Geschichte
Zinkenit wurde 1825 erstmals in der Graf Jost-Christian-Zeche bei Wolfsberg/Stolberg in Deutschland entdeckt und 1826 von Gustav Rose beschrieben, der das Mineral nach dessen Entdecker Johann Ludwig Carl Zincken (in späteren Veröffentlichungen auch Zinken) benannte.

## Klassifikation
In der veralteten 8. Auflage der Mineralsystematik nach Strunz gehörte der Zinkenit zur Mineralklasse der „Sulfide und Sulfosalze“ und dort zur Abteilung „Komplexe Sulfide (Sulfosalze)“, wo er gemeinsam mit Boulangerit, Dadsonit, Fülöppit, Guettardit, Heteromorphit, Jamesonit, Launayit, Madocit, Meneghinit, Plagionit, Playfairit, Robinsonit, Semseyit, Sorbyit, Sterryit, Tintinait, Twinnit und Veenit in der „Jamesonit-Boulangerit-Gruppe (Bleiantimonspießglanze)“ mit der Systemnummer II/D.07 steht.
In der zuletzt 2018 überarbeiteten Lapis-Systematik nach Stefan Weiß, die formal auf der alten Systematik von Karl Hugo Strunz in der 8. Auflage basiert, erhielt das Mineral die System- und Mineralnummer II/E.26-010. Dies entspricht der Klasse der „Sulfide und Sulfosalze“ und dort der Abteilung „Sulfosalze (S : As,Sb,Bi = x)“, wo Zinkenit zusammen mit Scainiit und Tubulit eine unbenannte Gruppe mit der Systemnummer II/E.26 bildet.
Die von der International Mineralogical Association (IMA) zuletzt 2009 aktualisierte 9. Auflage der Strunz’schen Mineralsystematik ordnet den Zinkenit in die Klasse der „Sulfide und Sulfosalze (Sulfide, Selenide, Telluride, Arsenide, Antimonide, Bismutide, Sulfarsenide, Sulfantimonide, Sulfbismutide)“ und dort in die Abteilung „Sulfosalze mit PbS als Vorbild“ ein. Hier ist das Mineral in der Unterabteilung „Galenit-Derivate mit Blei (Pb)“ zu finden, wo es als einziges Mitglied eine unbenannte Gruppe mit der Systemnummer 2.JB.35a bildet.
In der vorwiegend im englischen Sprachraum gebräuchlichen Systematik der Minerale nach Dana hat Zinkenit die System- und Mineralnummer 03.08.01.01. Das entspricht der Klasse der „Sulfide und Sulfosalze“ und dort der Abteilung „Sulfosalze“. Hier findet er sich innerhalb der Unterabteilung „Sulfosalze mit dem Verhältnis 1 < z/y < 2 und der Zusammensetzung (A+)i (A2+)j [ByCz], A = Metalle, B = Halbmetalle, C = Nichtmetalle“ in der „Zinkenitgruppe“, in der auch Pillait, Pellouxit und Tazieffit eingeordnet sind.

## Kristallstruktur
Zinkenit kristallisiert hexagonal in der Raumgruppe P63 (Raumgruppen-Nr. 173) mit den Gitterparametern a = 22,15 Å und c = 4,33 Å sowie einer Formeleinheit pro Elementarzelle.

## Bildung und Fundorte
Zinkenit scheidet sich aus hydrothermalen Lösungen in verschiedenen Erzgängen ab. Begleitminerale sind unter anderem Boulangerit, Bournonit, Jamesonit, Stannin und Stibnit.
Als eher seltene Mineralbildung kann Zinkenit an verschiedenen Fundorten zum Teil zwar reichlich vorhanden sein, insgesamt ist er aber wenig verbreitet. Weltweit gelten bisher (Stand: 2017) mehr als 200 Fundorte als bekannt. Neben seiner Typlokalität Grube Jost Christian in Sachsen-Anhalt trat das Mineral in Deutschland auch an mehreren Orten im Schwarzwald in Baden-Württemberg, bei Brandholz im bayerischen Fichtelgebirge, bei Uentrop (Arnsberg) und Nuttlar (Meschede) in Nordrhein-Westfalen, an mehreren Orten der Eifel und bei Raubach in Rheinland-Pfalz, bei Kleinvoigtsberg (Großschirma) in Sachsen sowie Greiz in Thüringen auf.
In der Schweiz fand sich Zinkenit bisher nur am Felsberger Calanda, einem Gipfel des Calenda-Gebirgsstock im Kanton Graubünden.
Bekannt wurden unter anderem die Itos Mine und die San José Mine bei Oruro in Bolivien aufgrund ihrer großen Kristallfunde mit bis zu 5 cm Durchmesser, aber auch in anderen Gebieten des Departamento Oruro und des Departamento Potosí konnte Zinkenit gefunden werden.
Weitere Fundorte sind Argentinien, Australien, China, Frankreich, Griechenland, Italien, Japan, Kanada, Kasachstan, Kirgisistan, Luxemburg, Mexiko, die Mongolei, Peru, Portugal, Rumänien, Russland, Serbien, die Slowakei, Spanien, Tadschikistan, Tschechien, Türkei, die Ukraine, das Vereinigte Königreich (Großbritannien) sowie die Vereinigten Staaten von Amerika (USA).

## Verwendung
Zinkenit wird lediglich bei lokaler Anhäufung als Rohstoff zur Bleigewinnung abgebaut. Ansonsten ist es ein eher unbedeutendes Erz und dient Sammlern und Mineralogen als Mineralprobe.